# 왕예 (고려)
왕예(王乂 881년~?)는 신라 말 고려 초 명주의 호족이다. 881년 (신라 헌강왕 7년) 태어났다. 고려 태조의 제14비인 대명주원부인의 아버지이며, 내사령(內史令)을 지냈다.

## 생애
명주군왕(溟州郡王) 김주원(金周元)의 6세손이며, 김선희(金善希)의 아들이다. 김주원의 후손들은 강릉을 중심으로 한 동해안 일대에 강력한 세력 기반을 가지고 있었다. 특히 동정(東靖)·영길(英吉)·선희(善希)·예(乂)로 이어지는 계열은 강릉의 토착세력으로 위세를 떨쳤다.
왕예는 왕건에게 귀부(歸附)한 지명주군주사(知溟州軍州事) 왕순식(王順式)의 휘하에서 후삼국 통일전쟁을 수행하면서 큰 공을 세웠다. 그래서, 왕씨 성을 하사받았고, 왕건의 공신이 되었으며, 내사령을 역임하였다. 왕예의 후손들은 중앙 귀족으로 진출하는 등 가문이 크게 번성하였다.

## 가계
- 아버지 : 김선희(金善希, 862년~?)
- 어머니 : 미상
  - 딸 : 대명주원부인(大溟州院夫人)